# Bohdan Stefanowski

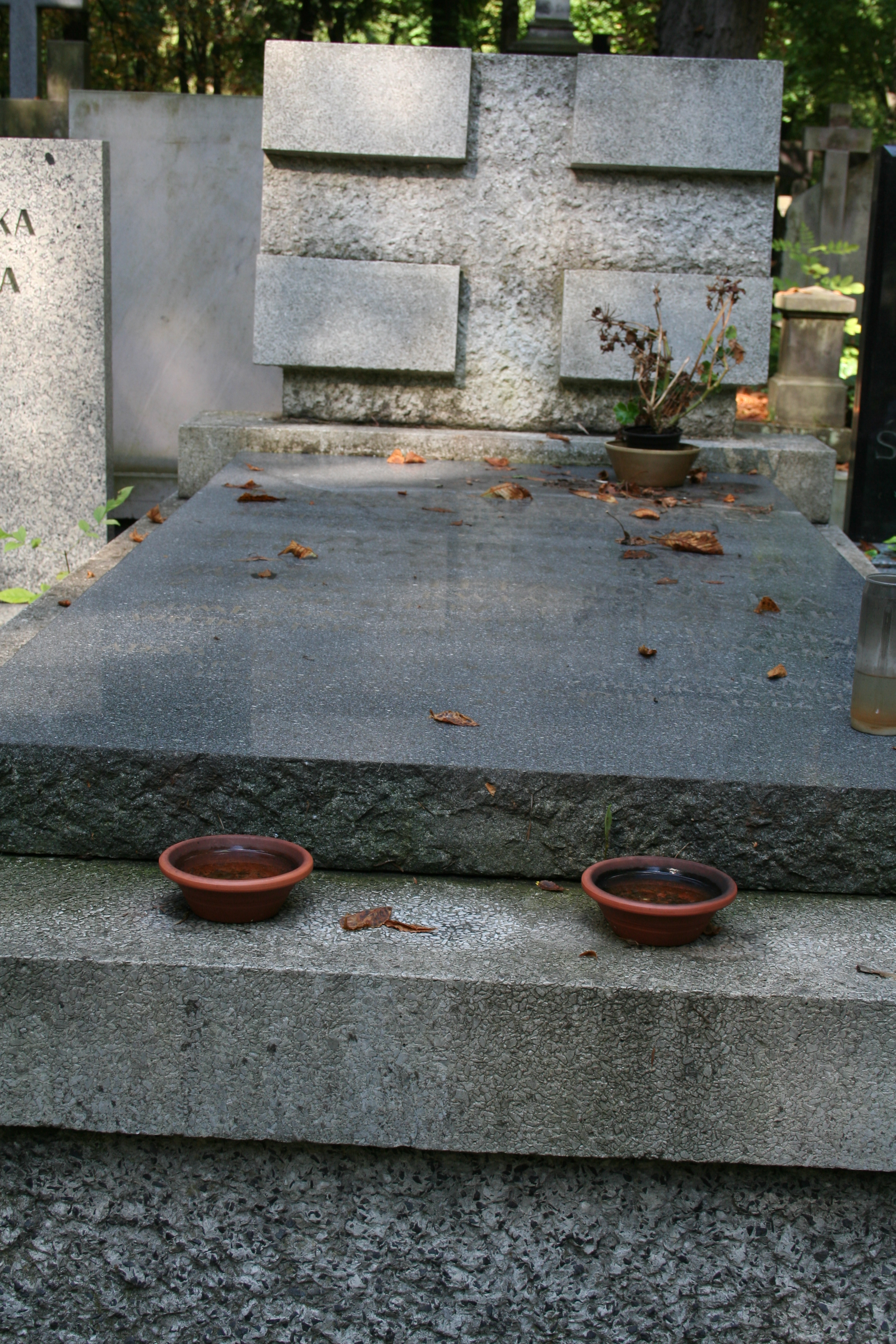
Grób Bohdana Stefanowskiego na cmentarzu Powązkowskim w Warszawie

Bohdan Stefanowski (ur. 17 czerwca 1883 w Lublinie, zm. 3 stycznia 1976 w Warszawie) – polski termodynamik, jeden z głównych twórców warszawskiej szkoły termodynamiki, pierwszy rektor Politechniki Łódzkiej, założyciel Unii Narodowo-Państwowej w 1922 roku.

## Życiorys
Był synem Adama Stefanowskiego (zm. 1886), inżyniera gubernialnego, i Zofii z Kamińskich. W 1893 rozpoczął naukę w gimnazjum rosyjskim w Lublinie, którą kontynuował we Lwowie w szkole realnej. W 1901 r. zdał celująco egzamin maturalny. Świadectwo dojrzałości otrzymał z odznaczeniem. Studia wyższe ukończył na Wydziale Budowy Maszyn Szkoły Politechnicznej we Lwowie w roku 1905. Po ukończeniu studiów pracował w przemyśle, gdzie zajmował się zagadnieniami gospodarki cieplnej. Celem pogłębienia studiów w tym zakresie przebywał przez kilka lat u prof. Molliera w Dreźnie i prof. Jossego w Politechnice Berlińskiej w Charlottenburgu.
W roku 1910 powrócił do Lwowa, do pracy naukowej w Katedrze Teorii Maszyn Cieplnych kierowanej przez prof. Tadeusza Fiedlera. Tutaj doktoryzował się i jako docent płatny pomiarów maszynowych i młynarstwa, wykładał pomiary maszyn. W roku 1913 prof. Fiedler powierzył mu budowę od dawna planowanego Laboratorium Maszynowego. Wybuch wojny zniweczył te zamiary i spowodował przerwę w działalności naukowo-dydaktycznej doc. Stefanowskiego. Okres I wojny światowej spędził w Rosji.
W roku 1918 przeniósł się do Warszawy, gdzie w Politechnice Warszawskiej objął kierownictwo Katedry Termodynamiki Technicznej i Laboratorium Maszyn. Zbudował i wyposażył laboratorium na dobrym poziomie europejskim. 15 sierpnia 1923 otrzymał nominację na profesora zwyczajnego. Katedra i Laboratorium stały się ośrodkiem ożywionej działalności naukowej. W latach 1928–1929 był dziekanem Wydziału Mechanicznego, po czym wielokrotnie wybierany był na delegata wydziału do Senatu Politechniki Warszawskiej. 
W roku 1933 został członkiem Tymczasowego Komitetu Doradczo-Naukowego.
Był znakomitym wykładowcą. W czasie międzywojennym pisał podręczniki z termodynamiki, gospodarki cieplnej i chłodnictwa. Były to jedne z pierwszych podręczników z tej dziedziny w języku polskim. Dużo publikował z dziedziny teorii spalania, właściwości paliw i obiegów chłodniczych. Działał w organizacjach technicznych. Został powołany na członka 66 rzeczywistego Akademii Nauk Technicznych w Warszawie i członka Polskiej Akademii Umiejętności w Krakowie.
W czasie okupacji działalność dydaktyczną kontynuował na tajnych kompletach oraz na Staatliche Technische Fachkurse. Podczas powstania warszawskiego został ranny i po częściowym wyleczeniu wyjechał do Częstochowy, gdzie doczekał zakończenia wojny.
W roku 1945 został powołany na organizatora i rektora Politechniki Łódzkiej. Powołał w niej Katedrę Techniki Cieplnej oraz Laboratorium Cieplne. W roku 1949 powrócił do Warszawy, gdzie odbudował Laboratorium Techniki Cieplnej, a w roku 1951 udało mu się rozpocząć budowę gmachu Instytutu Techniki Cieplnej (planował ją już w 1939 r.), który został ukończony w roku 1954. Instytut Techniki Cieplnej Politechniki Warszawskiej powołano w roku 1961, już po odejściu prof. Stefanowskiego na emeryturę.
Z chwilą powołania Polskiej Akademii Nauk został jej członkiem rzeczywistym. Był promotorem wielu prac doktorskich i opiekunem wielu habilitacji. Politechniki Warszawska i Łódzka nadały mu tytuł doktora honoris causa. Za całokształt pracy naukowej został odznaczony Państwową Nagrodą Naukową.
Od 10 września 1918 był żonaty z Marią Gabrielą z Jaxa-Kwiatkowskich (1887–1976), z którą miał troje dzieci: Jerzego (1920–1976), Marię (ur. 1923) i Adama (1927–2003).
Zmarł w 1976 roku, spoczywa na cmentarzu Powązkowskim w Warszawie (kwatera 185-3-16).

## Publikacje (wybór)
- Chłodnictwo, 1949
- Termodynamika techniczna, 1949
- Gospodarność cieplna siłowni, 1948
- Pojęcie ciepła w rozwoju historycznym, 1963
- Podstawy techniki cieplnej, 1977

## Ordery i odznaczenia
- Order Sztandaru Pracy I klasy (22 lipca 1949)[9]
- Krzyż Komandorski z Gwiazdą Orderu Odrodzenia Polski (11 grudnia 1958)
- Krzyż Komandorski Orderu Odrodzenia Polski (11 listopada 1936)[10]
- Medal 30-lecia Polski Ludowej
- Medal 10-lecia Polski Ludowej
- Medal Komisji Edukacji Narodowej
- Odznaka 1000-lecia Państwa Polskiego
- Złota Odznaka Honorowa „Za Zasługi dla Warszawy”
- Medal im. Mikołaja Kopernika Polskiej Akademii Nauk (12 marca 1974)
- Medal Politechniki Warszawskiej
- Odznaka „Zasłużony Nauczyciel Polskiej Rzeczypospolitej Ludowej”
- Złota Odznaka ZNP – Związku Nauczycielstwa Polskiego
- Odznaka „Zasłużony dla Politechniki Łódzkiej”
- Złota Odznaka Honorowa NOT – Naczelnej Organizacji Technicznej
- Złota Odznaka Honorowa SIMP – Stowarzyszenia Inżynierów i Techników Mechaników Polskich
- Złota Odznaka Honorowa SEP – Stowarzyszenia Elektryków Polskich
- Honorowa Odznaka m. Łodzi

## Upamiętnienie
- Nazwisko Bohdana Stefanowskiego zostało umieszczone na pomniku poświęconemu akcji V1 i V2 odsłoniętym w 1991 przed gmachem Wydziału Elektroniki i Technik Informacyjnych Politechniki Warszawskiej[11].
- Profesor Bohdan Stefanowski został patronem jednej z łódzkich ulic, przy której od 1983 r. stoi jego pomnik autorstwa Krystyny Fałdygi-Solskiej.